# Pellaea bridgesii
Pellaea bridgesii är en kantbräkenväxtart som beskrevs av William Jackson Hooker. Pellaea bridgesii ingår i släktet Pellaea och familjen Pteridaceae. Inga underarter finns listade.

## Bildgalleri

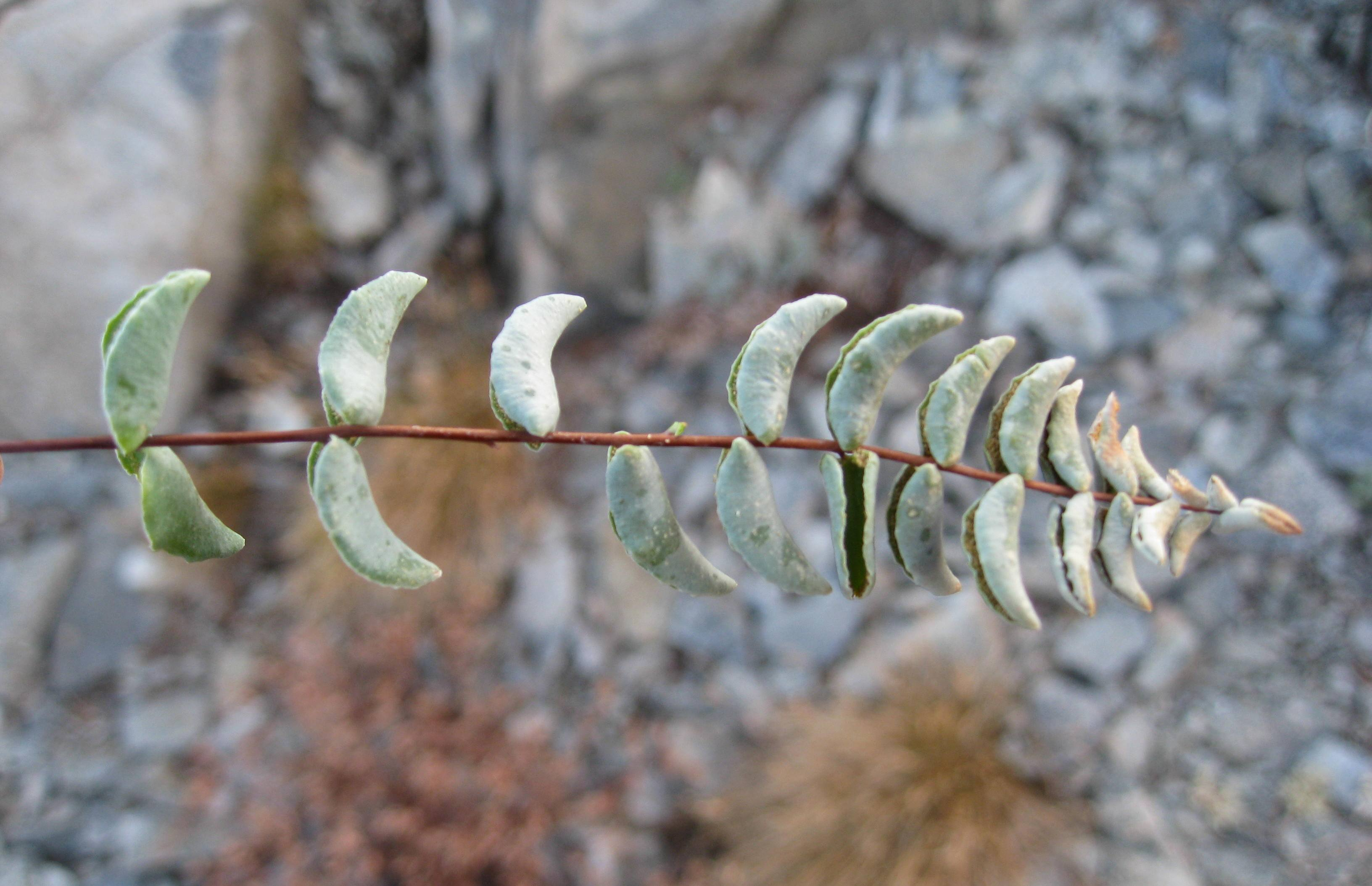
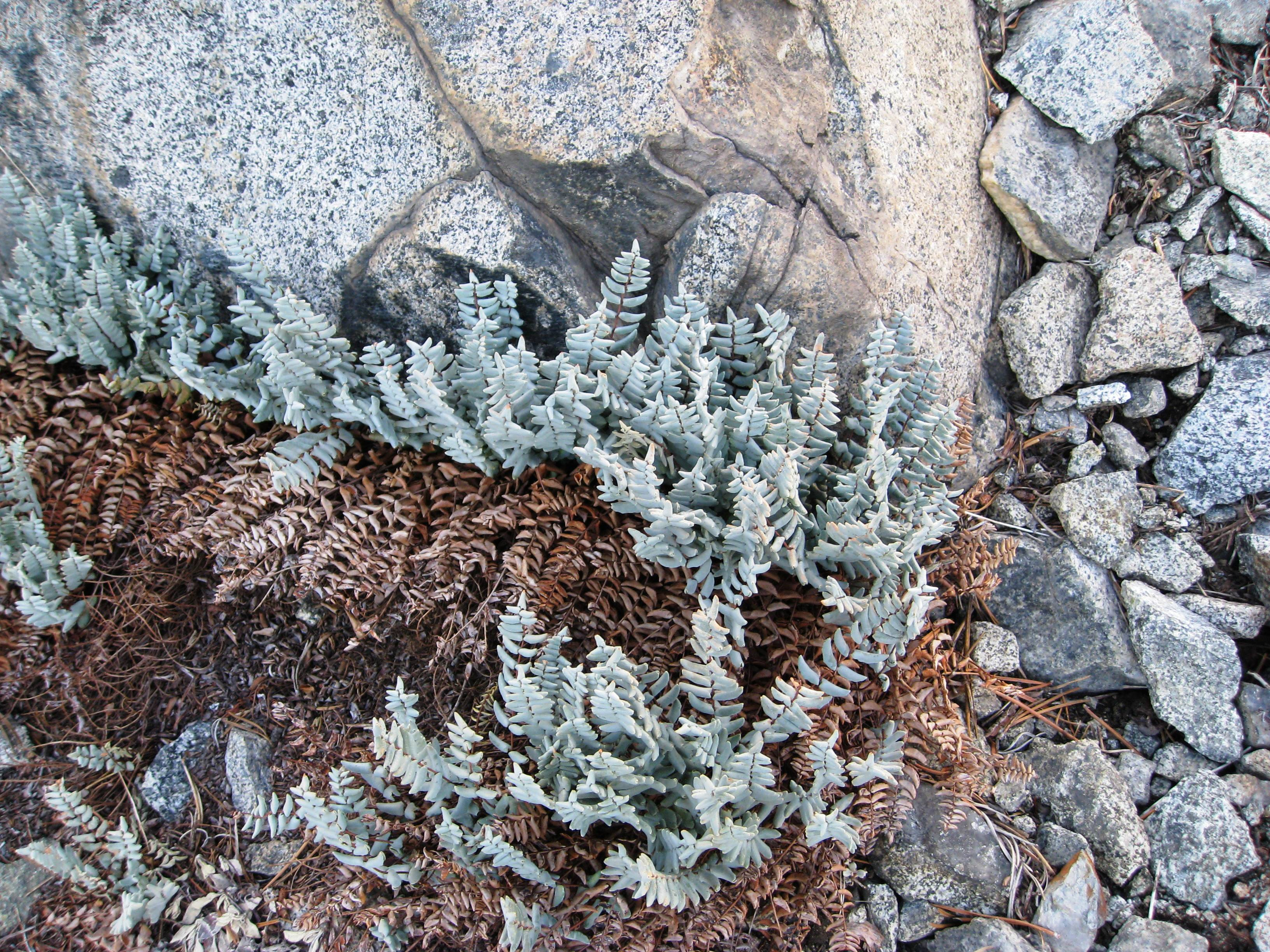